# Fédération saoudienne de rugby à XV
La Fédération saoudienne de rugby à XV (officiellement en anglais : Saudi Arabian Rugby Federation) est l'instance qui régit l'organisation du rugby à XV en Arabie saoudite.

## Historique
En 1974, plusieurs clubs et associations bahreïniens, émiratis, qataris et saoudiens se rassemblent autour d'un projet commun, donnant ainsi naissance à la Gulf Rugby Football Union, la Fédération du golfe Persique. Cette dernière permet ainsi l'organisation de compétitions extranationales entre clubs des pays membres, dès la saison 1975-1976,. Siégant à Dubaï, elle étend son périmètre d'action aux États membres du Conseil de coopération du Golfe : l'Arabie saoudite, le Bahreïn, les Émirats arabes unis, le Koweït, l'Oman, le Qatar. En 2008, dans le cadre de son plan de croissance et de développement en Asie de l'Ouest, les instances de l'IRB engagent des négociations afin de conduire à la création de nouvelles fédérations nationales. Cette étape a pour conséquence directe la dissolution de la Fédération du golfe Persique le 31 décembre 2010,.
En Arabie saoudite, en aval de cette dissolution de la fédération multinationale, la création d'une entité nationale saoudienne consacrée au rugby est actée. Elle sera néanmoins dissoute quelques années plus tard, avant de renaître vers la fin de la décennie, en tant que Saudi Arabian Rugby Federation.
La fédération devient membre associé d'Asia Rugby, organisme continental du rugby.
Elle est également membre du Comité olympique d'Arabie saoudite.

## Identité visuelle

Évolution du logo
Ancien logo.

## Présidents
Parmi les personnes se succédant au poste de président de la fédération, on retrouve :
- Ali Aldajani[6]